# Distretto di Boghni
Il distretto di Boghni è un distretto della provincia di Tizi Ouzou, in Algeria.

## Comuni
Il distretto di Boghni comprende 4 comuni:
- Boghni
- Assi Youcef
- Bounouh
- Mechtras